# Milton (Vermont)
Milton ist eine Town im Chittenden County des Bundesstaats Vermont in den Vereinigten Staaten, mit 10.723 Einwohnern laut Volkszählung von 2020.

## Geografie

### Geografische Lage
Milton liegt in der nordwestlichen Ecke des Chittenden Countys, rund zwanzig Kilometer nördlich des Ballungsraums Burlington am Fuß des Arrowhead Mountain am östlichen Ufer des Lake Champlain. Der Lamoille River durchfließt die Town in nordsüdlicher Richtung und mündet in der zu Milton gehörenden Sand Bar National Waterfowl Management Area im Lake Champlain. Diverse kleine Wasserläufe durchziehen die Town. Der größte See auf dem Gebiet der Town ist der Arrowhead Mountain Lake. Die Oberfläche der Town ist leicht hügelig, die höchste Erhebung ist der 438 m hohe Georgia Mountain.

### Nachbargemeinden
Alle Entfernungen sind als Luftlinien zwischen den offiziellen Koordinaten der Orte aus der Volkszählung 2010 angegeben.
- Norden: Georgia, 4,2 km
- Nordosten: Fairfax, 18,0 km
- Osten: Westford, 17,3 km
- Südosten: Essex, 10,6 km
- Süden: Colchester, 7,3 km
- Südwesten: South Hero, 16,7 km
- Nordwesten: Grand Isle, 15,8 km

### Klima
Die Durchschnittstemperatur in Milton liegt zwischen −11,0 °C (12 °Fahrenheit) im Januar und 20,0 °C (68 Grad Fahrenheit) im Juli. Damit ist der Ort gegenüber dem langjährigen Mittel Vermonts um etwa 2 Grad kühler. Die Schneefälle zwischen Oktober und Mai erreichen ihren Höchstwert im Januar und liegen deutlich höher als die mittlere Schneehöhe in den USA. Die tägliche Sonnenscheindauer liegt am unteren Rand des Wertespektrums der USA, im Zeitraum September bis Dezember zum Teil deutlich darunter.

## Geschichte
Das Areal wurde am 8. Juni 1763 durch Benning Wentworth zur Besiedlung ausgerufen, gehörte bis zur Gründung Vermonts 1777 zum Bundesstaat New Hampshire, wurde aber erst ab 1782 dauerhaft bewohnt. Zu den ersten Siedlern gehörten William Irish, Leonard Owen, Amos Mansfield, Absalom Taylor und Thomas Dewey. Seinen Namen erhielt es nach einem Verwandten Wentworths, William Fitzwilliam, dem Viscount Milton. Der Grant für Milton umfasste eine Fläche von 23.040 acres (etwa 93 km²). Viele der frühen Aufzeichnungen über Milton sind in der Neuengland-Flut von 1927 verloren gegangen.
Die Bewohner des Gebietes nannten ihren Ort dagegen „Checkerberry“, nach einer immergrünen Pflanze, die in der Gegend häufig wächst. Das 1890 eröffnete Postamt trug den offiziellen Namen des Hauptortes, Milton Center, doch als es sechs Jahre später wegen Unwirtschaftlichkeit schloss, kehrten die Einheimischen zu ihrem selbstgewählten Namen zurück. Erst in den 1920er Jahren setzte sich der offizielle Name endgültig durch.
In den Jahren nach der Gründung lebten die Siedler in erster Linie von der Holzwirtschaft, die um 1840 in Milchviehwirtschaft überging. Auch heute noch sind Milchhöfe in Milton stark verbreitet, obwohl sich die Gegend weitgehend zu einer Wohn- und Schlafstadt für Pendler aus dem Ballungsraum Burlington entwickelt hat. Ein vor einigen Jahren angelegtes Gewerbegebiet soll, mit bisher mäßigem Erfolg, Kleinindustrie anziehen.

### Religion
Das religiöse Leben Miltons wird geprägt von fünf Kirchengemeinden: einer römisch-katholischen, einer baptistischen, den Methodisten, der Assemblies of God sowie der United Church of Christ.

### Einwohnerentwicklung
| Volkszählungsergebnisse – Town of Milton, Vermont | Volkszählungsergebnisse – Town of Milton, Vermont | Volkszählungsergebnisse – Town of Milton, Vermont | Volkszählungsergebnisse – Town of Milton, Vermont | Volkszählungsergebnisse – Town of Milton, Vermont | Volkszählungsergebnisse – Town of Milton, Vermont | Volkszählungsergebnisse – Town of Milton, Vermont | Volkszählungsergebnisse – Town of Milton, Vermont | Volkszählungsergebnisse – Town of Milton, Vermont | Volkszählungsergebnisse – Town of Milton, Vermont | Volkszählungsergebnisse – Town of Milton, Vermont |
| Jahr                                              | 1700                                              | 1710                                              | 1720                                              | 1730                                              | 1740                                              | 1750                                              | 1760                                              | 1770                                              | 1780                                              | 1790                                              |
| ------------------------------------------------- | ------------------------------------------------- | ------------------------------------------------- | ------------------------------------------------- | ------------------------------------------------- | ------------------------------------------------- | ------------------------------------------------- | ------------------------------------------------- | ------------------------------------------------- | ------------------------------------------------- | ------------------------------------------------- |
| Einwohner                                         |                                                   |                                                   |                                                   |                                                   |                                                   |                                                   |                                                   |                                                   |                                                   | 282                                               |
| Jahr                                              | 1800                                              | 1810                                              | 1820                                              | 1830                                              | 1840                                              | 1850                                              | 1860                                              | 1870                                              | 1880                                              | 1890                                              |
| Einwohner                                         | 786                                               | 1548                                              | 1746                                              | 2100                                              | 2136                                              | 2451                                              | 1963                                              | 2062                                              | 2006                                              | 1585                                              |
| Jahr                                              | 1900                                              | 1910                                              | 1920                                              | 1930                                              | 1940                                              | 1950                                              | 1960                                              | 1970                                              | 1980                                              | 1990                                              |
| Einwohner                                         | 1804                                              | 1648                                              | 1523                                              | 1663                                              | 1750                                              | 1874                                              | 2022                                              | 4495                                              | 6929                                              | 8404                                              |
| Jahr                                              | 2000                                              | 2010                                              | 2020                                              | 2030                                              | 2040                                              | 2050                                              | 2060                                              | 2070                                              | 2080                                              | 2090                                              |
| Einwohner                                         | 9479                                              | 10.352                                            | 10.723                                            |                                                   |                                                   |                                                   |                                                   |                                                   |                                                   |                                                   |

## Wirtschaft und Infrastruktur

### Verkehr
Die wichtigste Straßenverbindung Miltons ist die Interstate 89, die das Gebiet in nordsüdlicher Richtung durchquert und den Ort mit Burlington im Süden und Kanada im Norden verbindet. Parallel zur Interstate verläuft der U.S. Highway 7 ebenfalls in nordsüdlicher Richtung und streckenweise entlang des Arrowhead Mountain Lakes. Die nächste Station der Amtrak befindet sich in Essex Junction.

### Öffentliche Einrichtungen
Es gibt kein Krankenhaus in Milton. Das  University of Vermont Medical Center in Burlington ist das nächstgelegene Krankenhaus.

### Bildung
In Milton gibt es den Milton Town School District. Die Milton Elementary School bietet Klassen von Kindergarten bis zum fünften Schuljahr. Anschließend bietet die Milton Middle School Klassen bis zum achten Schuljahr. Der High-School-Abschluss kann an der Milton High School erworben werden.
Nahe gelegene Colleges finden sich in Colchester, Winooski und Burlington; der nächste Universitäts-Campus befindet sich ebenfalls in Burlington.
Die Milton Public Library wurde im März 1898 gegründet. Nachdem die Bücher zunächst im Haus der Bibliothekarin beherbergt waren, zog die Bibliothek nach 1909 in ein öffentliches Gebäude und im Jahr 1925 in einen kleinen Raum des Clark Memorial Buildings. Als 1995 die öffentlichen Einrichtungen in einen neuen Komplex umzogen, wanderte die Bibliothek mit und 2011 wurden weitere Räume hinzugefügt.